# St. George (Louisiane)
Pour les articles homonymes, voir Saint-Georges.
St. George est un projet de municipalité américaine située dans la paroisse de Baton Rouge Est en Louisiane.

## Géographie
St. George est située au sud-est de Baton Rouge, capitale de la Louisiane dont elle est limitrophe.
La municipalité proposée s'étend sur environ 60 milles carrés (155 km2) entre le Mississippi et l'Amite. Elle comprend les census-designated places d'Inniswold, Oak Hills Place, Old Jefferson, Shenandoah, Village St. George et Westminster.

## Histoire
En 2012, une partie de la population de St. George demande à la législature de Louisiane la création d'un nouveau district scolaire ; la communauté dépend alors du district scolaire de la paroisse de Baton Rouge Est jugé peu performant,. La proposition est rejetée, certains législateurs estimant que la création d'une municipalité devait être un préalable,,,. Le district scolaire voisin de Central avait été créé en 2007, deux ans après l'incorporation de la ville. Il est quelques années plus tard l'un des meilleurs de Louisiane.
Le projet de création d'une municipalité de St. George voit alors le jour. Les habitants de St. George étant majoritairement blancs et aisés alors que les élèves du district scolaire de Baton Rouge Est sont majoritairement afro-américains, certains qualifient le mouvement de « nouvelle ségrégation »,,. Pour éviter ce reproche, les tenants d'une ville de St. George abordent d'autres sujets. Les partisans de l'incorporation estiment ainsi que les impôts des habitants de St. George seraient mieux utilisés localement pour améliorer les écoles, les routes et le système de drainage (pour lutter contre les inondations). Les opposants au projet, dont une partie de l'élite économique de Baton Rouge, estiment cependant que cette solution n'est qu'un mirage et qu'elle conduira à une hausse des impôts pour peu de résultats. 
Un premier projet de municipalité est proposé en 2015, regroupant 107 000 habitants sur 85 milles carrés (220 km2). La pétition pour organiser un référendum n'obtient cependant pas le nombre de signatures requis, à 71 personnes près,. Une nouvelle proposition est présentée en 2018, représentant désormais 86 000 habitants sur 60 milles carrés (155 km2),. Ce nouveau projet exclut alors plusieurs communautés afro-américaines,,. Cette fois-ci, les organisateurs de la pétition dépassent facilement les 12 951 signatures requises. Le 12 octobre 2019, 54 % des votants choisissent de créer une nouvelle municipalité. L'incorporation doit intervenir sous 30 jours, sous réserve d'éventuelles contestations judiciaires.

## Démographie
Lors du référendum de 2019, St. George compte environ 86 000 habitants. Elle devient la cinquième plus grande municipalité de Louisiane. Alors que la paroisse de Baton Rouge Est compte presque autant d'Afro-Américains que de Blancs, ces derniers représentent 70 % de la population de St. George, les Afro-Américains seulement 15 %.